# 貢縣
貢縣，屬西康省，位於金沙江以西，在西康省察雅縣東一百七十里，寧靜山脈西麓。土名貢覺，清初賜予西藏，清末收回，設貢覺委員，屬川滇邊務大臣；民初改置貢縣，屬川邊特別區域之川邊道，民七事件後與西藏噶廈簽署絨壩岔停戰協定，由朵麦基巧管轄。國民政府成立，廢道，尋建西康省，縣直轄於西康省政府，實際仍由西藏噶廈控制。境內山峯重疊，河流交錯，灌溉不易，居民多以牧畜為生。